# わくわくフィッシング
『わくわくフィッシング』は、オンラインゲームコミュニティサイトであるハンゲームが提供している一人用オンライン釣りゲーム。マウス操作のみでゲームがプレイでき、釣った獲物をコレクションできる機能などがある。

## 概要
基本プレイは無料であるが、有料広場では有料のプレミアムエサを購入しプレイする。プレミアム広場で獲物を釣った場合、獲物のレア度と大きさで決まるプレミアム釣りポイントが加算され、そのポイントをプレミアムチケットに交換することが可能。
期間限定で様々なイベントが行われ、イベント期間中は限定魚が放流される。

### プレミアム広場
プレミアムエサが必要。プレミアム広場の魚を釣ったポイントでマイホームアイテムなどがGETできるかも。

## 基本ルール
釣りをしたい広場・釣り場を選んで入場し、釣りエリアを選択、開いている釣竿を選び表示されているフィッシングスタートボタンを押してゲームがスタートする。獲物がかかったらマウス操作でゲージを一定に保ち獲物を獲得する。糸が切れたり、獲物を逃さずに釣り上げた場合に1匹ではなく複数が釣り上がる場合もある。
「オートプレイ」機能があり、それを使うことによって自動的に魚を釣ることができる。

## 水槽
釣った獲物を保存したり鑑賞できる場所で、1つの水槽につき1匹の獲物を保存できる。水槽はゲーム内のショップで600個まで増やすことができる。また、お気に入り水槽は4000個まで増やすことができる。

## 魚図鑑
釣った獲物のデータをマイページ内で保存できる機能。ゲーム中に釣った魚は全て自動的に登録されるが、データの反映がされるのはゲーム終了後となる。

## ショップ
「釣りマネー」を使用し、釣った獲物・アイテムの売却、釣りアイテムの購入が可能。有料アイテム購入には、ハンゲーム内のゲームマネーである「ハンコイン」が必要である。

## 釣り大会
無料で参加可能。ミッションに参加してポイントをためると、マイホームアイテムが手に入る。また、一定以上のポイントで「大会ロビー」の入場が可能となる。「大会ロビー」には、通常ロビーに出現しない魚が登場する。